# Kaple svatého Ivana Českého (Zlín)
Kaple svatého Ivana Českého je svatostánkem Pravoslavné církve v českých zemích a na Slovensku ve Zlíně. Je zasvěcena sv. Ivanu Českému, tedy sv. Janu, patronu obce Svatý Jan pod Skalou. (Zde se také pořádají chrámové poutě.)

## Umístění
Kaple se nachází na ulici K Cihelně v místní části Malenovice. V blízkosti je trolejbusová zastávka Šrámkova.
Chrám je zřízen v rodinném domě, kde se nachází dále kancelář církevní obce a byt duchovního. V samotné kapli se nachází ikonostas a po obvodu místnosti lavice pro věřící.